# باغ گلستان

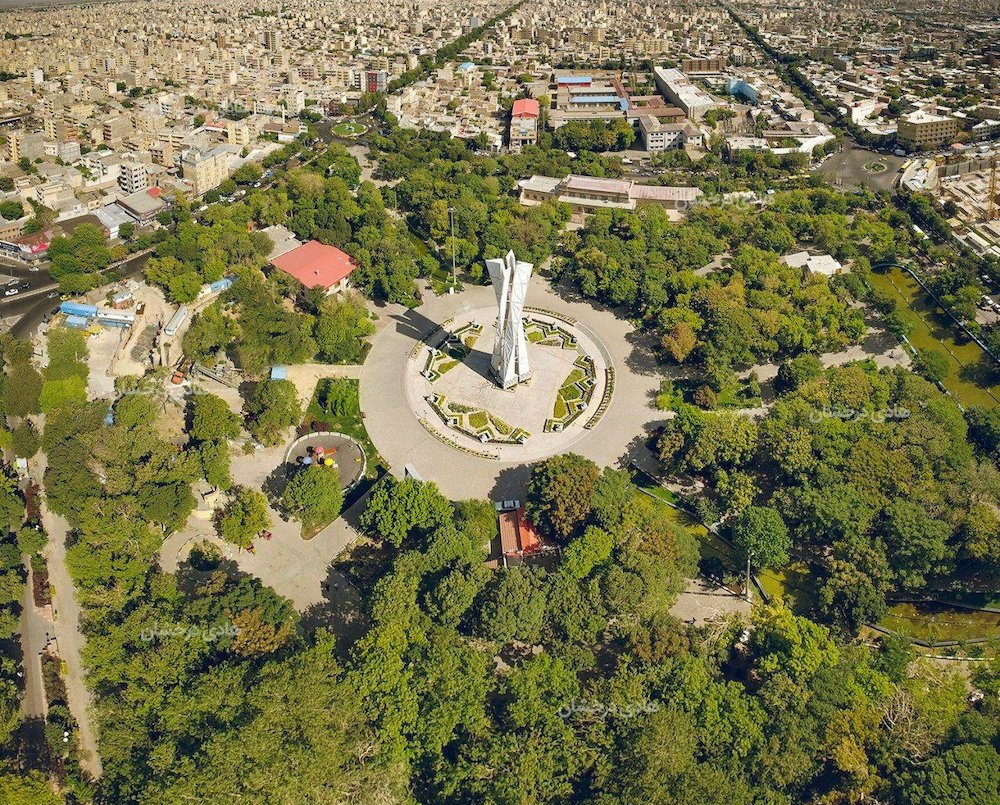
یادمان شمس تبریزی در مرکز باغ گلستان (مقبرةالعرفا).

باغ گلستان (به ترکی آذربایجانی: گولوستان باغی) یا باغ فجر، یکی از بوستان‌های قدیمی و مشهور شهر تبریز است. مساحت این بوستان ۵۲٬۰۰۰ متر مربع می‌باشد. باغ گلستان در سال ۱۳۰۸ خورشیدی افتتاح شده‌است و قدیمی‌ترین بوستان داخلی تبریز محسوب می‌گردد.

## جغرافیا
در غرب شهر، متمایل به مرکز تبریز واقع شده‌است که اطراف آن را خیابان‌های منجم، ملل متحد، نادری و خیابان قونقاباشی فرا گرفته‌است.

## تاریخچه و کاربرد
در نخستین سالیان سده سیصد خورشیدی به فرمان استاندار آن هنگام (مهام) و با پیگیری رئیس بلدیه تبریز (محمدعلی تربیت) مقرر گردید ویرانه‌های گورستان سالمند گجیل زدوده و برای تفریح و شادزیستی شهروندان تبریزی نخستین پارک شهر تبریز در زمین‌های گورستان گجیل ساخته شود، اما از سویی این اقدام نیکوی مقامات ارشد استان آذربایجان با بازدارندگی اوباش محلی روبرو گشت و می‌رفت این آبادسازی دچار ایستایی شود، تا این که یکی از کهنه افسران قزاق که خویشی نزدیکی با استاندار آن هنگام داشت با همکاری نیروهای شهربانی به یاری دست اندرکاران بلدیه (شهرداری) شتافته و با دستگیری و سرکوب اوباش زمینه‌های زدودن ویرانه‌های بجا مانده از گورستان قدیمی گجیل و بنا نمودن نخستین پارک عمومی شهر تبریز را فراهم ساخت و سرانجام این باغ و پارک زیبا که در آن روزها نمونه بود به نام باغ گلستان و در بهار سال ۱۳۰۸ خورشیدی در مکان زمین‌های ویرانه گورستان سالمند گجیل ساخته شد و اکنون به عنوان نخستین گردشگاه عمومی و باغ ملی شهر تبریز شناخته می‌شود. باغ گلستان از زمان‌های دور و دراز همواره مورد توجه شهروندان قرار داشته و در گذشته بیشتر شهروندان تبریزی و رهگذران و مسافران پس از گلگشت و خرید از بازار تبریز در زیر سایه درختان تناور و تنومند این باغ ملی به استراحت و تفریح و شادی می‌پرداختند اما از سویی دیگر پس از آن که دیوارهای تاریخی این باغ باشکوه به علت ناپیدایی برچیده شده و سپس‌ها استخر میانی همراه با آبنما‌ها و فواره‌های شادی‌آور باغ گلستان نیز نابود و اسباب تفریح و بازی کودکان و چرخ فلک، تاب و سرسره‌ها نیز از بستر پارک زدوده شد، باغ گلستان زیبایی‌های پیشین خود را از دست داد و به همین دلیل امروزه دیگر خانواده‌های شهروندان و گردشگران و مسافران به نسبت گذشته بسیار کمتر از این مکان تفریحی بازدید و استفاده به عمل می‌آورند.در کل این پارک زیبا کمترین محبوبیت را به خاطر جو سنگین این مکان برای خانواده ها دارد

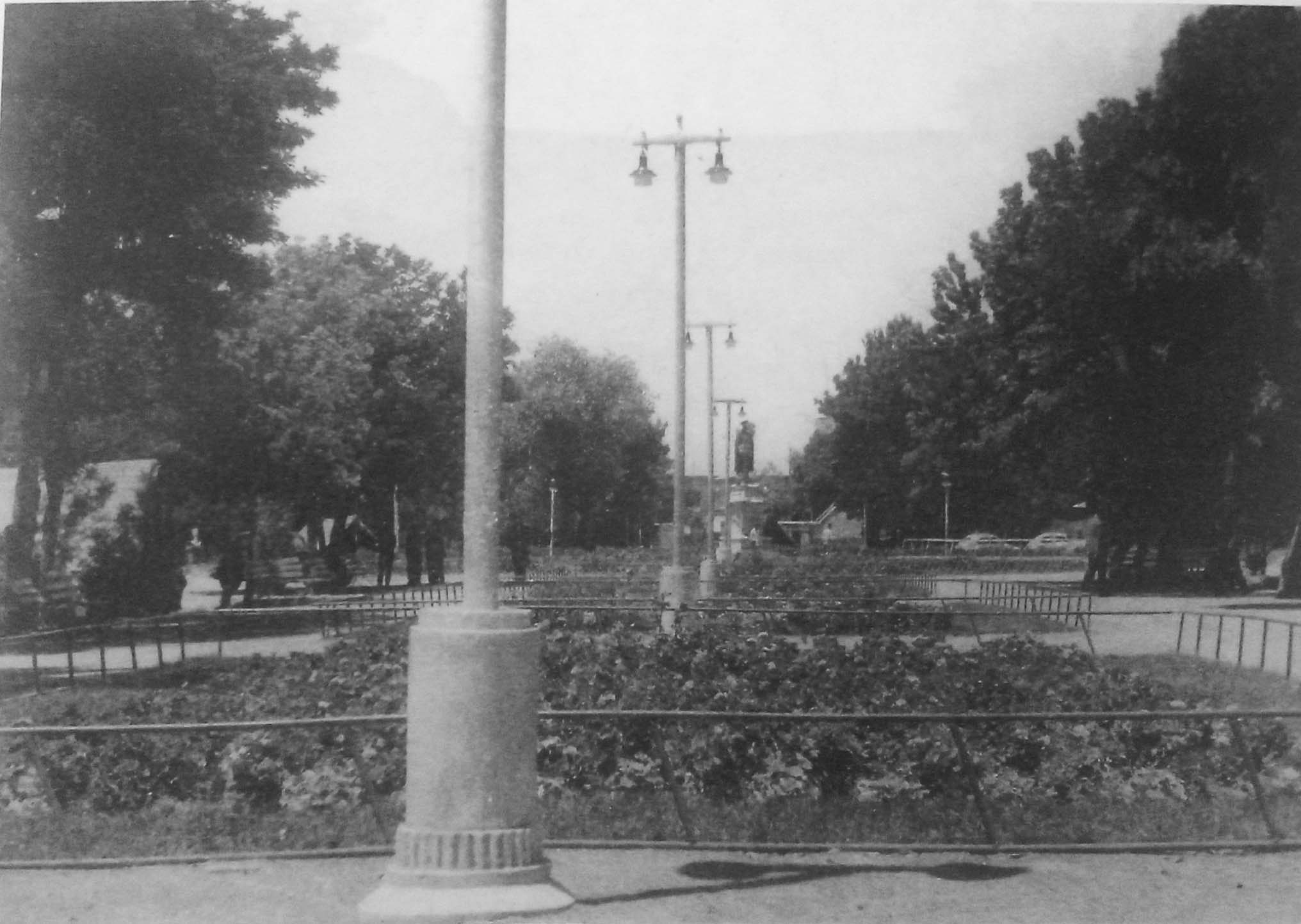
تصویری قدیمی از باغ گلستان تبریز
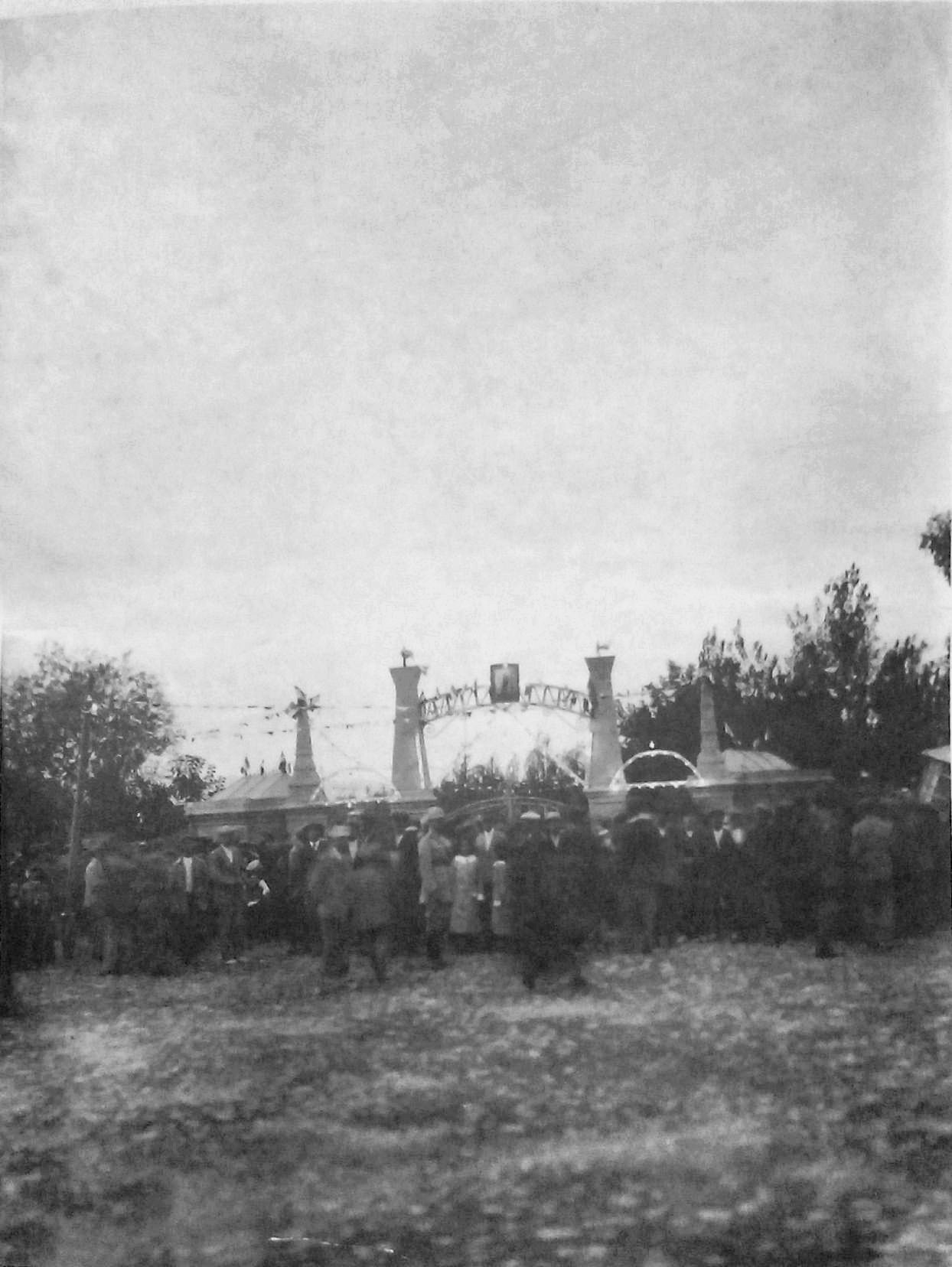
سردر باغ گلستان
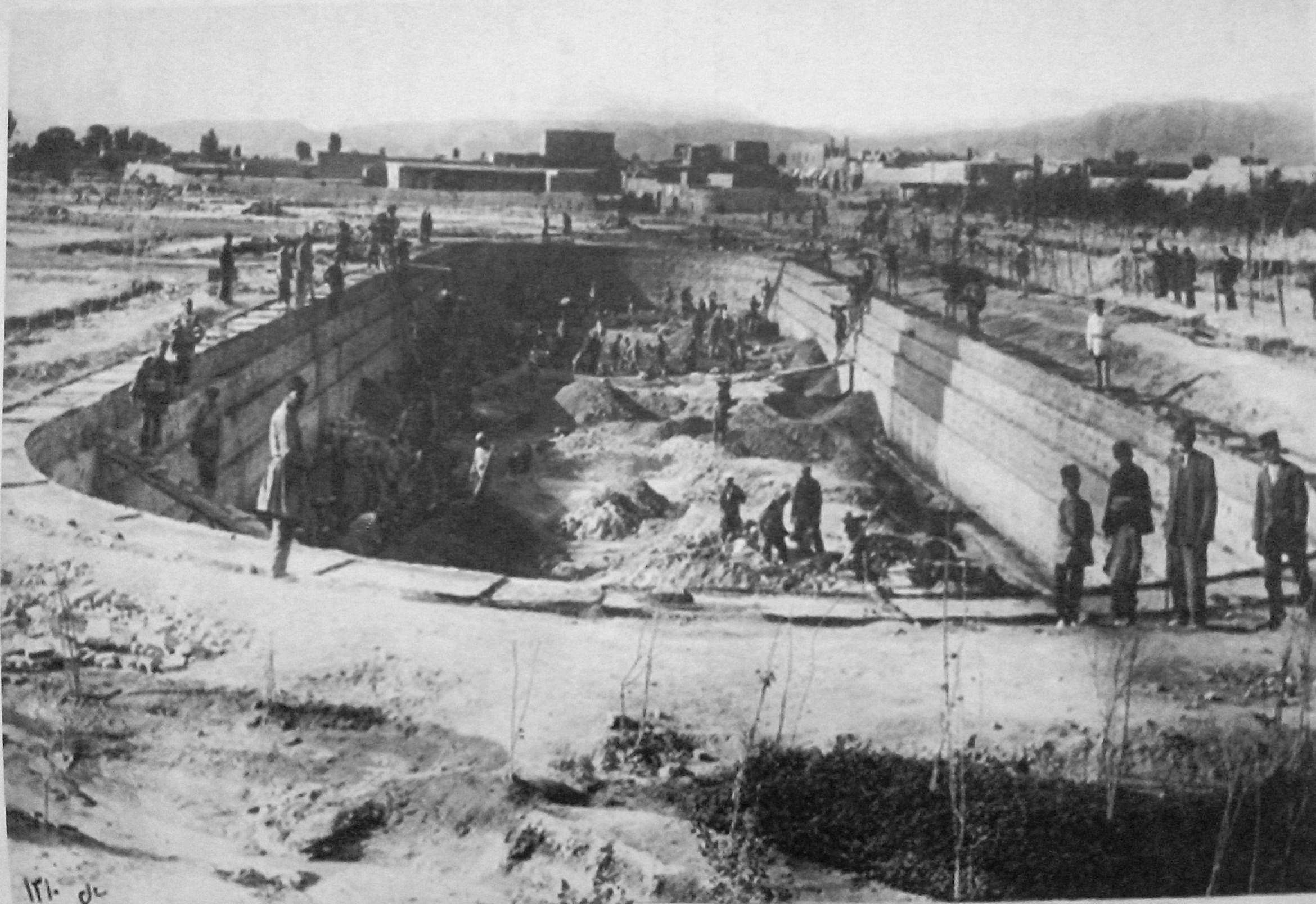
ساخت استخر بزرگ باغ گلستان تبریز سال ۱۳۰۸ خورشیدی
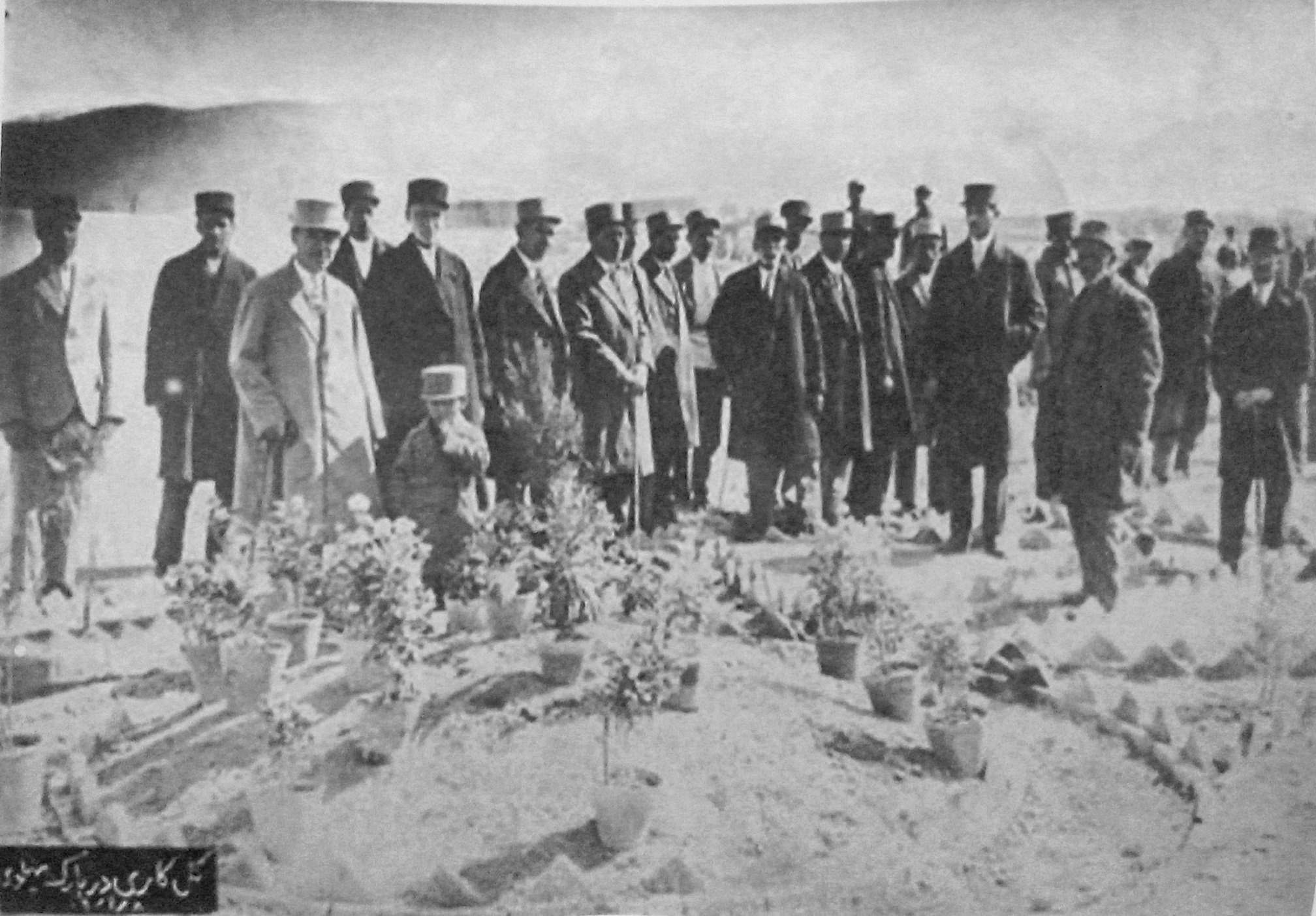
گل‌کاری پارک باغ گلستان تبریز در ۸ فروردین ۱۳۰۹ خورشیدی

## شهربازی
باغ گلستان، از دیرباز افزون برداشتن فضای سبز وسیع و گسترده، دارای شهربازی کوچکی نیز بود که در آن امکاناتی چون چرخ و فلک، قایق‌سواری، ماشین‌سواری، دیوار مرگ، ,واتاری پسر شجاع، هواپیمای گردان، قطار و… وجود داشت و در گذشته‌های نه چندان دور مورد استقبال مردم به ویژه کودکان و نوجوانان قرار می‌گرفت اما از سال ۱۳۸۷ تمامی دستگاه‌های بازی کودکان در نخستین و واپسین پارک مرکز شهر تبریز (باغ گلستان) بدون هیچ دلیلی جمع‌آوری شد و به خاطره‌ها پیوست و بخش بزرگی از این پارک نابود شده و بنابه تعبیری به وارون نقشه‌های ابتدایی ساخت و راه اندازی ایستگاه مترو، پس از قطع صدها درخت تنومند و برچیده شدن پوشش گیاهی و نابودی چمن زارها و گل کاری‌ها، بخش جنوب غربی پارک به ساخت ایستگاه مترو اختصاص یافت و این اقدام در حالی روی داد که طبق درجیات ابتدایی نقشه راه اندازی قطار شهری، پیشتر مقرر گردیده بود برای ساخت ایستگاه مترو قونقا حتی یک متر نیز از مساحت نخستین پارک عمومی شهر تبریز باغ گلستان مورد نابودی قرار نگیرد. در بخش غربی باغ گلستان نیز پس از قلع و قمع درختان تناور از سوی دست اندرکاران سازمان شهرداری چندین بنای بزرگ ساخته شده و در زمان شهردار سابق تبریز علیرضا نوین تمام آبنماهای طراوت زا و قدیمی باغ گلستان از جمله استخر بزرگ میانی پارک زدوده و از میان برداشته شد تا در محل آبنماها و استخرهای قدمت دار پارک، نمادی بنام شمس تبریزی ساخته شود. امروزه بخش جنوبی باغ گلستان به کتاب فروشان دستفروش اختصاص داده شده‌است و با توجه به وضعیت نابسامان و دگرگونی‌های نامناسب انجام شده، به ویژه به دلیل کاهش پوشش گیاهی و نبود استخرها و فواره‌ها و آبنماها و فراهم نبودن امکانات ابتدایی به وارون دهه‌های گذشته بسیاری از شهروندان، رهگذران و مسافران دیگر هیچ رغبتی برای حضور در پارک باغ گلستان تبریز نداشته و از این رو بسیاری از زمین‌ها و فضاهای تفریحی مانند نخستین پارک شهر تبریز بیشتر تبدیل به کارگاه‌های امانی شهرداری شده یا ویرانه سرایی مناسب برای گردهم آیی معتادان و بی‌خانمان‌ها

## یادمان شمس تبریزی

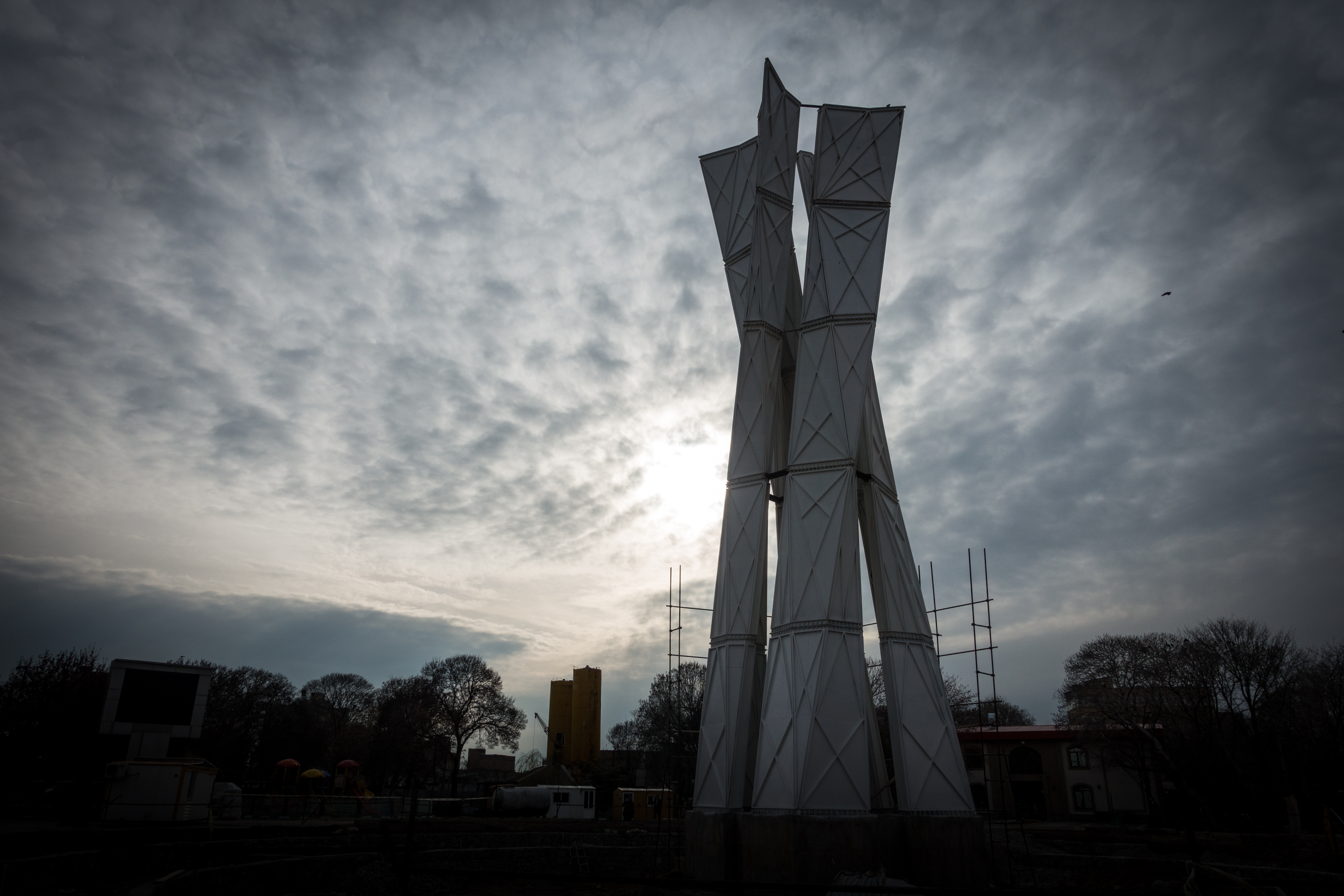
یادمان شمس تبریزی

در زمان شهردار سابق تبریز (علیرضا نوین) پس از نابودی استخر، حوض و آبنما‌های قدیمی باغ گلستان و نیز با قطع تعداد زیادی از درختان بومی واقع در بستر باغ گلستان، کلنگ زنی طرح یادمان شمس تبریزی به عنوان مقبره العرفای تبریز به زمین زده شد.

## پیوند به‌بیرون
- تصویر ماهواره‌ای از باغ گلستان